# ده شیخ پاتاوه
ده شیخ پاتاوه، روستایی از توابع بخش پاتاوه شهرستان دنا در استان کهگیلویه و بویراحمد ایران است
دارای غاری شگفت انگیز.

## جمعیت
این روستا در دهستان پاتاوه قرار دارد و براساس سرشماری مرکز آمار ایران در سال ۱۳۹۵، جمعیت آن ۲٬۲۸۵ نفر (۲۴۸خانوار) بوده‌است.
در این مکان قسمت شگفت انگیزی به نام غار ده شیخ وجود دارد.